# Necromys lasiurus
El ratón cavador norteño (Necromys lasiurus) es una especie de roedor de pequeño tamaño integrante del género Necromys de la familia Cricetidae. Habita en el nordeste y centro de Sudamérica.

## Taxonomía
Esta especie fue descrita originalmente en el año 1840 por el zoólogo, paleontólogo, y naturalista danés Peter Wilhelm Lund.
Fue incluida en el género Bolomys, creado para roedores vivientes por Oldfield Thomas, sin embargo, correspondía anatómicamente a un género creado por Florentino Ameghino para una especie extinta, por lo cual fue trasladado a Necromys.
Se postuló que Necromys benefactus (Thomas, 1919) y N. temchuki (Massoia, 1980) fueran incluidas en Necromys lasiurus.
Localidad tipo
La localidad tipo referida es: Brasil, estado de Minas Gerais, río das Velhas, Lagoa Santa.

## Características y costumbres
Es un roedor pequeño, de hábitos nocturnos y subterráneos, excavando sus propios túneles. Su dieta es omnívora, consumiendo insectos y frutos. Las hembras paren varias veces al año, de 3 a 6 crías por vez, después de un período de gestación de 21 a 23 días. 

## Distribución geográfica y hábitat
Esta especie se distribuye en Bolivia, Paraguay, Brasil, el sudeste del Perú, y la Argentina, en esta última con registros en las provincias de: Catamarca, Formosa, Misiones, Santa Fe y Buenos Aires.
Habita en numerosos hábitats: ambientes del cerrado y la caatinga brasileña, selvas alteradas, bosques xerófilos, así como en ambientes rurales o modificados por la actividad agropecuaria.

## Conservación
Según la organización internacional dedicada a la conservación de los recursos naturales Unión Internacional para la Conservación de la Naturaleza (IUCN), al no poseer mayores peligros y vivir en muchas áreas protegidas, la clasificó como una especie bajo “preocupación menor” en su obra: Lista Roja de Especies Amenazadas.